# Elwood Jensen
Elwood V. Jensen, né le 13 janvier 1920 à Fargo, dans le Dakota du Nord et mort le 16 décembre 2012 à Cincinnati, est un biologiste moléculaire américain.

## Biographie
Elwood Jensen est né à Fargo puis part avec sa famille en 1924 pour Springfield où il fait ses études secondaires. Il obtient son Master of Sciences en 1940 de du Wittenberg College (en). Il obtient une thèse en chimie de l'Université de Chicago en 1944. Il travaille ensuite à l'Université de Cincinnati.
Elwood Jensen a reçu en 2004, avec Pierre Chambon et Ron M. Evans, le très prestigieux Prix Lasker en recherche médicale fondamentale, pour ses travaux sur les récepteurs nucléaires.

## Apports scientifiques
Elwood Jensen est le premier chercheur à avoir postulé l'existence de récepteurs aux hormones stéroïdiennes avec sa découverte en 1958 du récepteur des œstrogènes. Ses travaux ont ensuite porté sur la caractérisation et l'étude des fonctions de ce récepteur, et en particulier son rôle dans les cancers du sein.